# Enzo Menegotti
Enzo Menegotti (né le 13 juillet 1925 à Vérone et mort le 24 février 1999 à Bolzano) était un footballeur italien des années 1940 et 1950.

## Biographie
En tant que milieu de terrain, Enzo Menegotti fut international italien à deux reprises (1955) pour aucun but.
Il commença sa carrière à Modène FC en 1945 et fit son premier match professionnel, le 8 décembre 1946, contre l'AS Rome, qui se solda par un 0-0. Il termina deuxième de Serie A en 1951. Puis il signa une saison au Milan AC, sans remporter aucun titre.
Ensuite il signa à l'Udinese Calcio pendant quatre saisons, terminant deuxième de Serie A en 1955 et remporta la Serie B en 1956. (NB : Bien qu'ayant terminé deuxième de Serie A en 1955, l'Udinese Calcio est relégué en Serie B à cause d'affaires de paris sportifs.)
Il termina sa carrière à l'AS Rome, sans rien remporter.

## Clubs
- 1945-1951 : Modène FC
- 1951-1952 : Milan AC
- 1952-1956 : Udinese Calcio
- 1956-1958 : AS Rome

## Palmarès
- Championnat d'Italie de football
  - Vice-champion en 1951 et en 1955
- Championnat d'Italie de football D2

- - Champion en 1956